# Tiên Thọ
Tiên Thọ is een xã in het district Tiên Phước, een van de districten in de Vietnamese provincie Quảng Nam. Tiên Thọ heeft ruim 6600 inwoners op een oppervlakte van 25,8 km².

## Geografie en topografie
Tiên Thọ ligt in het oosten van de huyện Tiên Phước.